# الترحيل في فرنسا
في فرنسا ، يُعد الترحيل على الحدود إجراءً لنقل الأجانب الذين ليس أو لم في وضع غير قانوني.
تمثل عمليات الإعادة إلى الوطن على الحدود حوالي نصف عمليات إبعاد الأجانب حسب آخر الإ. يتم إدراج أي شخص مورس عليه هذا الإجراء في سجل الأشخاص المطلوبين.
تنتقد العديد من الجمعيات والتقارير الإدارية والبرلمانية، الوطنية أو الدولية، شروط تنفيذ عمليات الترحيل على الحدود. تهدف السياسات التي تتبعها السلطات الفرنسية إلى زيادة العدد الفعلي لعمليات الترحيل هذه، والتي تعتبر وسيلة لمكافحة الهجرة غير الشرعية.

## القانون الحالي
لا يجوز ترحيل الأجانب إلا وفقًا للشروط المنصوص عليها في المواد 511-1 إلى L 514-1 من قانون دخول وإقامة الأجانب وحق اللجوء. يمكن اتخاذ قرار الترحيل في الحالات التالية:
- التزام بمغادرة الأراضي الفرنسية
- فرض حظر على الأراضي الفرنسية
- اتفاق إعادة شنغن

تنقسم إجراءات الترحيل إلى ثلاث مراحل: قرار ترحيل الشخص إلى الحدود، والاحتجاز الإداري أو الإقامة الجبرية، ثم التجديد.